# Vold mod kvinder
Vold mod kvinder er fysisk og psykisk vold som rammer kvinder. Vold mod kvinder ses i dag i øgende grad i sammenhæng med vold mod børn. FN definerer vold mod kvinder som "enhver form for kønsbaseret vold som fører til, eller sandsynligvis fører til, fysisk, seksuel eller mental skade og lidelse for kvinder, herunder trusler om sådanne handlinger, tvang eller vilkårlig frihedsberøvelse, i offentlig eller privat liv". 
Erklæringen om eliminering af vold mod kvinder fra 1993 understregede at vold mod kvinder kunne udøves af personer af begge køn, familiemedlemmer eller staten. FN har erklæret 25. november som den internationale dag for afskaffelse af vold mod kvinder.